# Осередок ураження
Осередок ураження — територія, в межах якої внаслідок дії шкідливих чинників джерела небезпеки загинули або відбулося ураження людей, сільськогосподарських тварин, а також руйнування й ушкодження матеріальних цінностей.
Характеризується:
- видом застосованого засобу (ядерного, хімічного, бактеріологічного);
- уражених людей, тварин і рослин, зруйнованих й ушкоджених матеріальних цінностей;
- розмірами і площею.